# Метилтрииодогерман
Метилтрииодогерман — элементоорганическое вещество, иод- и алкилпроизводное германия с формулой Ge(CH3)I3,
лимонно-жёлтые кристаллы,
гидролизуются в воде.

## Получение
- Реакция хлорид германия(II) и иодметана:

{\displaystyle {\mathsf {GeI_{2}+CH_{3}I\ {\xrightarrow {110^{o}C}}\ Ge(CH_{3})I_{3}}}}

## Физические свойства
Метилтрииодогерман образует лимонно-жёлтые кристаллы,
растворимые в органических растворителях,
гидролизуется в воде.